# 13018 Geoffjames
13018 Geoffjames este un asteroid din centura principală de asteroizi.

## Descriere
13018 Geoffjames este un asteroid din centura principală de asteroizi. A fost descoperit pe 10 aprilie 1988 la Observatorul Palomar de Eleanor Francis Helin. Asteroidul prezintă o orbită caracterizată de o semiaxă mare de 2,59 ua, o excentricitate de 0,18 și o înclinație de 13,4° în raport cu ecliptica.